# Wskaźnik rentowności aktywów
Wskaźnik rentowności aktywów, także wskaźnik zwrotu z aktywów (ang. return on assets, ROA) – wskaźnik finansowy.

## Opis
Wskaźnik rentowności aktywów to stosunek zysku netto lub zysku brutto spółki do przeciętnego stanu jej majątku (przeciętnego stanu aktywów). Przyjmując zysk netto można go obliczyć za pomocą wzoru:
{\displaystyle ROA={\frac {Zysk\ netto}{Aktywa\ ogolem}}\times 100\%}
Wskaźnik może być także obliczany jako relacja zysku operacyjnego do przeciętnego stanu aktywów.
Wartość wskaźnika informuje o zdolności aktywów do generowania zysku, a więc pokazuje jak efektywnie przedsiębiorstwo zarządza swoim majątkiem. Im wyższy jest wskaźnik ROA, tym lepsza jest kondycja finansowa podmiotu. Bywa porównywany z roczną stopą procentową od pożyczonych środków (liczoną najczęściej jako średnie oprocentowanie pożyczonego kapitału). Poziom wskaźnika jest jednak również uzależniony od czynników mogących zakłócać obiektywny obraz efektywności wykorzystywania aktywów, m.in. przyjęte zasady ewidencji księgowej (rozliczanie amortyzacji i zużycia materiałów) oraz politykę wykorzystywania przez przedsiębiorstwo aktywów własnych i obcych.
Wskaźnik jest istotny m.in. dla instytucji finansowych rozważających udzielenie kredytu i oceniających prawdopodobieństwo jego spłaty.